# Децим Рупилий Север
Децим Рупилий Север (лат. Decimus Rupilius Severus) — римский политический деятель середины II века.
О происхождении Севера точных сведений нет. Возможно, его предком был сенатор эпохи правления династии Флавиев Децим Рупилий Либон. В 149—151 годах Север находился на посту легата пропретора Ликии. В 155 году он занимал должность консула-суффекта вместе с Луцием Юлием Севером. Дальнейшая биография Севера не известна.